# کادمیم سلنید
کادمیم سلنید (به انگلیسی: Cadmium selenide) ترکیب معدنی با فرمول CdSe با شناسه پاب‌کم ۱۴۷۸۴ است.
کادمیم سلنید یک جامد سیاه تا قرمز سیاه است که به عنوان نیمه هادی   II-VI از نوع n طبقه بندی می شود. یک رنگدانه است اما کاربردهای آن به دلیل خطرهای زیست محیطی در حال کاهش است

## ساختار
سه شکل کریستالی CdSe شناخته شده است که از ساختارهای زیر پیروی می‌کنند: wurtzite (شش ضلعی)، اسفالریت (مکعبی) و سنگ نمک (مکعب). ساختار اسفالریت CdSe ناپایدار است و در اثر حرارت متوسط به شکل wurtzite تبدیل می‌شود. انتقال در حدود 130 درجه سانتیگراد شروع می‌شود و در 700 درجه سانتیگراد در عرض یک روز کامل می‌شود. ساختار سنگ نمک تنها تحت فشار بالا مشاهده می‌شود.

## تولید
تولید سلنید کادمیوم به دو روش مختلف انجام شده است. تهیه CdSe کریستالی حجیم به روش بریگمن عمودی فشار بالا یا ذوب ناحیه عمودی با فشار بالا انجام می‌شود.
کادمیوم سلنید نیز ممکن است به شکل نانوذرات تولید شود. چندین روش برای تولید نانوذرات CdSe توسعه یافته‌اند: رسوب متوقف‌شده در محلول، سنتز در محیط‌های ساختاریافته، پیرولیز در دمای بالا، روش‌های سونوشیمیایی و رادیولیتیک تنها چند مورد هستند.
تولید کادمیوم سلنید  با رسوب متوقف شده در محلول با معرفی آلکیل کادمیوم و تری اکتیل فسفین سلنید (TOPSe) پیش سازها در یک حلال گرم شده و در شرایط کنترل شده انجام می‌شود.
{\displaystyle {\ce {Me2Cd + TOPSe -> CdSe + (byproducts)}}}
(منظور از byproducts محصولات جانبی است) نانوذرات CdSe را می‌توان با تولید مواد دو فازی با پوشش‌های ZnS اصلاح کرد. سطوح را می توان بیشتر اصلاح کرد، به عنوان مثال. با مرکاپتواستیک اسید، برای ایجاد حلالیت. 
سنتز در محیط های ساختاریافته به تولید کادمیوم سلنید  در محلول های کریستال مایع یا سورفکتانت اشاره دارد. افزودن سورفکتانت ها به محلول ها اغلب منجر به تغییر فاز در محلول می شود که منجر به بلورینگی مایع می شود. یک کریستال مایع شبیه به یک کریستال جامد است که محلول دارای نظم انتقال طولانی است. نمونه‌هایی از این ترتیب عبارتند از ورقه‌های متناوب لایه‌ای محلول و سورفکتانت، میسل‌ها یا حتی آرایش شش‌ضلعی میله‌ها.
سنتز پیرولیز در دمای بالا معمولاً با استفاده از یک آئروسل حاوی مخلوطی از پیش سازهای فرار کادمیوم و سلنیوم انجام می شود. سپس آئروسل پیش ساز از طریق یک کوره با یک گاز بی اثر مانند هیدروژن، نیتروژن یا آرگون حمل می شود. در کوره، پیش سازها واکنش نشان می دهند تا CdSe و همچنین چندین محصول جانبی را تشکیل دهند.

## نانوذرات CdSe
نانوذرات مشتق شده از CdSe با اندازه‌های کمتر از 10 نانومتر خاصیتی به نام محصور شدن کوانتومی را نشان می‌دهند. محصور شدن کوانتومی زمانی حاصل می شود که الکترون های یک ماده به حجم بسیار کمی محدود شوند. محصور شدن کوانتومی وابسته به اندازه است، به این معنی که خواص نانوذرات CdSe بر اساس اندازه آنها قابل تنظیم هستند.[13] یکی از انواع نانوذرات CdSe، نقطه کوانتومی CdSe است. این گسسته‌سازی حالت‌های انرژی منجر به انتقال‌های الکترونیکی می‌شود که بر اساس اندازه نقطه کوانتومی متفاوت است. نقاط کوانتومی بزرگتر حالت های الکترونیکی نزدیک تری نسبت به نقاط کوانتومی کوچکتر دارند، به این معنی که انرژی لازم برای برانگیختن یک الکترون از HOMO به LUMO کمتر از همان انتقال الکترونیکی در یک نقطه کوانتومی کوچکتر است. این اثر محصور شدن کوانتومی را می توان به عنوان یک تغییر قرمز در طیف جذب برای نانوبلورهای با قطرهای بزرگتر مشاهده کرد. اثرات محصور شدن کوانتومی در نقاط کوانتومی همچنین می تواند منجر به تناوب فلورسانس شود که به آن "چشمک زدن" می‌گویند .
نقاط کوانتومی CdSe در طیف گسترده‌ای از کاربردها از جمله سلول‌های خورشیدی،  دیودهای ساطع نور،  و برچسب‌گذاری فلورسنت بیوفلورسانس اجرا شده‌اند. مواد مبتنی بر CdSe همچنین کاربردهای بالقوه ای در تصویربرداری زیست پزشکی دارند. بافت انسان به نور مادون قرمز نزدیک نفوذپذیر است. با تزریق نانوذرات CdSe مناسب به بافت آسیب دیده، ممکن است بتوان از بافت در آن نواحی آسیب دیده تصویربرداری کرد.
نقاط کوانتومی CdSe معمولا از یک هسته CdSe و یک پوسته لیگاند تشکیل شده اند. لیگاندها نقش مهمی در پایداری و حلالیت نانوذرات دارند. در طول سنتز، لیگاندها رشد را تثبیت می کنند تا از تجمع و رسوب نانوبلورها جلوگیری کنند. این لیگاندهای پوشاننده همچنین با غیرفعال کردن حالت‌های الکترونیکی سطحی، بر خواص الکترونیکی و نوری نقطه کوانتومی تأثیر می‌گذارند. یک کاربرد که به ماهیت لیگاندهای سطحی بستگی دارد، سنتز لایه‌های نازک CdSe است. چگالی لیگاندها روی سطح و طول زنجیره لیگاند بر جداسازی بین هسته‌های نانوبلور تأثیر می‌گذارد که به نوبه خود بر روی هم چیده شدن و رسانایی تأثیر می‌گذارد. درک ساختار سطح نقاط کوانتومی CdSe به منظور بررسی خواص منحصر به فرد ساختار و برای عملکرد بیشتر برای تنوع مصنوعی بیشتر، نیازمند توصیف دقیق شیمی تبادل لیگاند در سطح نقطه کوانتومی است.

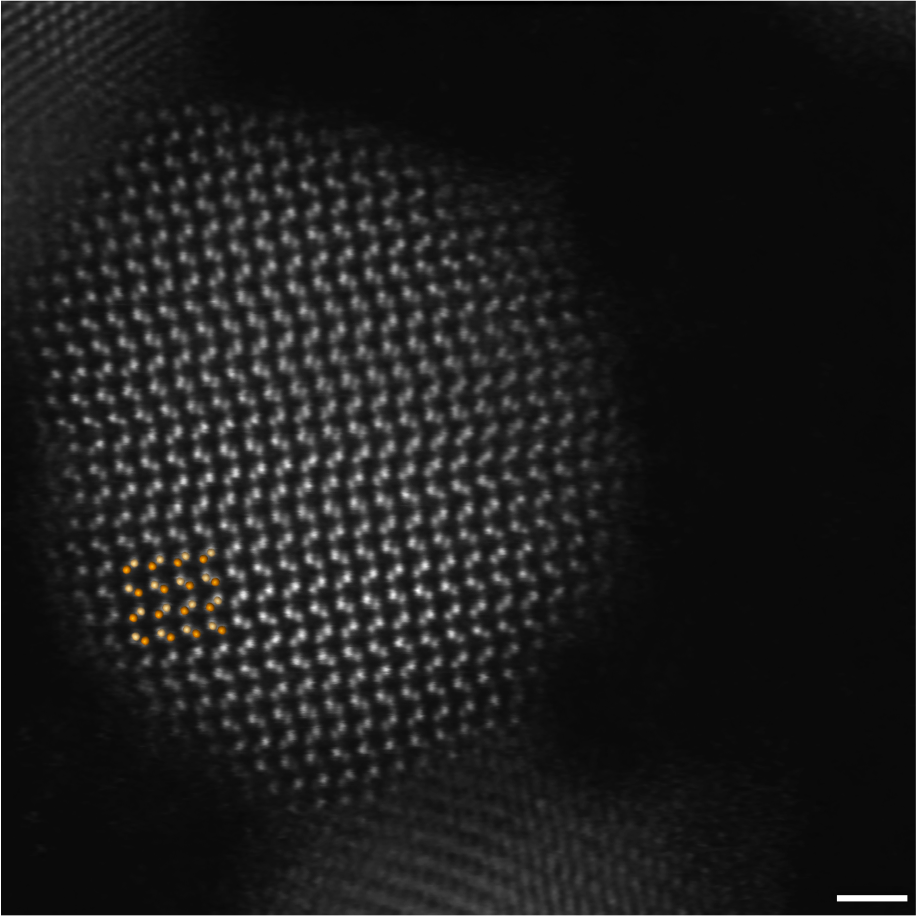
تصویر در مقیاس اتمی یک نانوذره CdSe.

یک باور رایج این است که اکسید تریاکتیل فسفین (TOPO) یا تریاکتیل فسفین (TOP)، یک لیگاند خنثی مشتق شده از یک پیش ساز معمولی که در سنتز نقاط CdSe استفاده می شود، سطح نقاط کوانتومی CdSe را می پوشاند. با این حال، نتایج مطالعات اخیر این مدل را به چالش می‌کشد. با استفاده از NMR، نقاط کوانتومی غیراستوکیومتری هستند به این معنی که نسبت کادمیوم به سلنید یک به یک نیست. نقاط CdSe دارای کاتیون‌های کادمیوم اضافی روی سطح هستند که می توانند با گونه های آنیونی مانند زنجیره های کربوکسیلات پیوند ایجاد کنند. اگر TOPO یا TOP در واقع تنها نوع لیگاند متصل به نقطه باشد، نقطه کوانتومی CdSe بار نامتعادل خواهد بود.

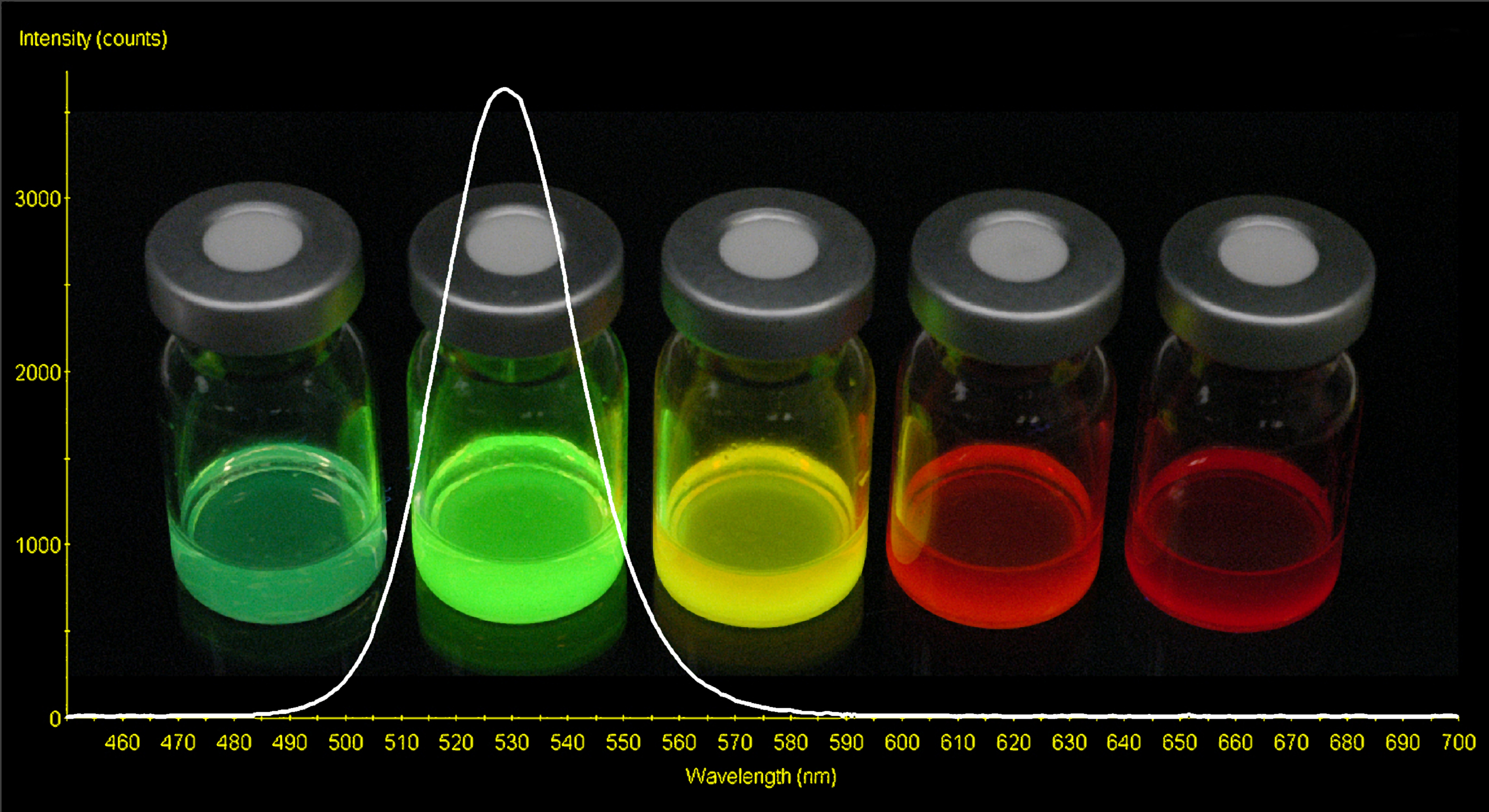
عکس و طیف نماینده نورتابی از نقاط کوانتومی CdSe کلوئیدی برانگیخته شده توسط نور UV.

پوسته لیگاند CdSe ممکن است دارای هر دو لیگاند نوع X باشد که پیوند کووالانسی را با فلز و لیگاندهای نوع L که پیوندهای داتیو را تشکیل می‌دهند، تشکیل می‌دهند. نشان داده شده است که این لیگاندها می توانند با لیگاندهای دیگر مبادله شوند. نمونه هایی از لیگاندهای نوع X که در زمینه شیمی سطح نانوبلورهای CdSe مورد مطالعه قرار گرفته اند سولفیدها و تیوسیانات ها هستند. نمونه‌هایی از لیگاندهای نوع L که مورد مطالعه قرار گرفته اند، آمین ها و فسفین‌ها هستند. یک واکنش تبادل لیگاند که در آن لیگاندهای تریبوتیل فسفین توسط لیگاندهای آلکیلامین اولیه بر روی نقاط CdSe پایان یافته با کلرید جابجا شدند، گزارش شده است. تغییرات استوکیومتری با استفاده از پروتون و فسفر NMR بررسی شد. خواص فوتولومینسانس نیز مشاهده شد که با نصف لیگاند تغییر می کند. نقاط متصل به آمین بازده کوانتومی فوتولومینسنت به‌طور قابل توجهی بالاتر از نقاط متصل به فسفین بود.

## کاربردها
مواد CdSe نسبت به نور مادون قرمز (IR) شفاف است و در مقاومت نوری و در پنجره‌های ابزارهایی که از نور IR استفاده می‌کنند استفاده محدودی داشته است. این ماده نیز بسیار درخشان است.[24] CdSe جزء رنگدانه نارنجی کادمیوم است. CdSe همچنین می‌تواند به عنوان لایه نیمه هادی نوع n در سلول های فتوولتائیک عمل کند.

## در طبیعت
CdSe در طبیعت به عنوان کادموزلیت معدنی بسیار کمیاب وجود دارد.

## نکات ایمنی
کادمیوم یک فلز سنگین سمی است و هنگام کار با آن و ترکیبات آن باید اقدامات احتیاطی مناسب انجام شود. سلنیدها در مقادیر زیاد سمی هستند. سلنید کادمیوم یک سرطان‌زای شناخته شده برای انسان ها است و در صورت بلعیده شدن، استنشاق گرد و غبار یا تماس با پوست یا چشم باید به پزشک مراجعه کرد.